# Inhibidor de la dipeptidil peptidasa-4

Els inhibidors de la dipeptidil peptidasa-4 (iDPP-4 o inhibidors de DPP-4 o gliptines) són una classe d'hipoglucemiants orals que bloquegen l'enzim dipeptidil peptidasa-4 (DPP-4). Es poden utilitzar per tractar la diabetis mellitus tipus 2.
El primer agent de la classe, la sitagliptina, va ser aprovat per la FDA el 2006.
El glucagó augmenta els nivells de glucosa en sang i els inhibidors de DPP-4 redueixen els nivells de glucagó i glucosa en sang. El mecanisme dels inhibidors de DPP-4 és augmentar els nivells d'incretina (GLP-1 i GIP), que inhibeixen l'alliberament de glucagó, que al seu torn augmenta la secreció d'insulina, disminueix el buidatge gàstric i disminueix els nivells de glucosa en sang.
Una metaanàlisi del 2018 no va trobar cap efecte favorable dels inhibidors de la DPP-4 sobre la mortalitat per totes les causes, la mortalitat cardiovascular, l'infart de miocardi o l'ictus en pacients amb diabetis tipus 2.
Exemples d'inhibidors de DPP-4 inclouen:
- Sitagliptina (EFG, Januvia, Ristaben, Tesavel, Xelevia, Disit, Jazeta, Jidinum, Mapoli; amb metformina: EFG, Efficib, Janumet, Metsunix, Ristor, Velmetia, Desimet, Estequen, Jamesi, Metsunix)
- Vildagliptina (EFG, Galvus, Xiliarx, Glypvilo, Jalra; amb metformina: EFG, Eucreas, Icandra, Daltex, Ipinzan, Zomarist)